# Saison 2014-2015 du Chelsea FC
Maillots
Chronologie
Saison précédente Saison suivante
La saison 2014-2015 du Chelsea FC est la 23e saison du club en Premier League. En compétition pour le Championnat d'Angleterre, la Coupe d'Angleterre, la Coupe de la Ligue anglaise et la Ligue des champions.
Le Portugais José Mourinho, au club depuis l'année précédente, est l'entraîneur du Chelsea FC. Il est notamment reconnu pour avoir gagné la Ligue des champions en 2004 avec le FC Porto et en 2010 avec l'Inter Milan mais également pour avoir remporté le Championnat du Portugal, le Championnat d'Angleterre, déjà avec Chelsea en 2005 et 2006, le Championnat d'Italie et le Championnat d'Espagne.

## Compétitions

### Ligue des champions

#### Phase de groupe
Groupe G :

Chelsea -   FC Schalke 04 -  Maribor -  Sporting CP
Chelsea - Schalke 04 (1-1)
Sporting CP - Chelsea (0-1)
Chelsea - Maribor (6-0)
Maribor - Chelsea (1-1)
Schalke 04 - Chelsea (0-5)
Chelsea - Sporting CP (3-1)
Classement :
1. Chelsea 14 points  
2. FC Schalke 04 8 points 
3. Sporting CP 7 points 
4. Maribor 3 points

#### Phase finale
Le Chelsea FC est éliminé de la Ligue des Champions en 1/8e de finale contre le Paris Saint Germain. Après un nul à l'aller au Parc des Princes (1-1), ils se font rattraper deux fois au score au retour pour un score final de 2-2. Ils sont donc éliminés. 

## Effectif 2014-2015

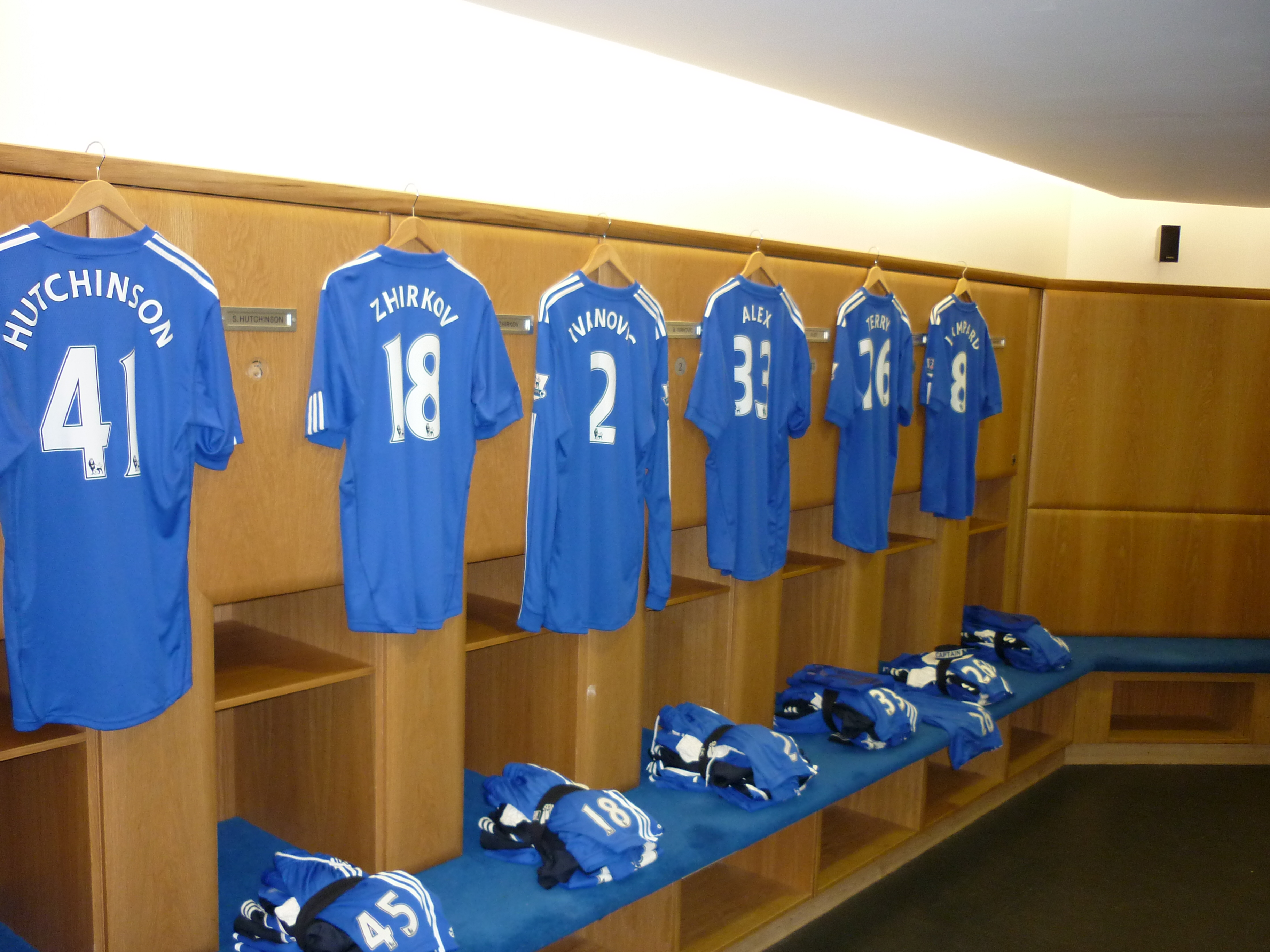
Vestiaire des joueurs de Chelsea à Stamford Bridge

### Joueurs prêtés
| N° | Nat.                    | Poste | Nom du joueur                                                                        |
| -- | ----------------------- | ----- | ------------------------------------------------------------------------------------ |
| 16 | Drapeau des Pays-Bas    | M     | Marco van Ginkel (en prêt à Milan jusqu'à la fin de la saison 2014-2015)             |
| 17 | Drapeau de l'Égypte     | M     | Mohamed Salah (en prêt à l'ACF Fiorentina jusqu'à la fin de la saison 2014-2015)     |
| 20 | Drapeau de l'Espagne    | M     | Oriol Romeu (en prêt à Stuttgart jusqu'à la fin de la saison 2014-2015)              |
| 30 | Drapeau du Brésil       | M     | Lucas Piazon (en prêt à l'Eintracht Francfort jusqu'à la fin de la saison 2014-2015) |
| 34 | Drapeau de l'Angleterre | M     | Lewis Baker (en prêt à Milton Keynes Dons jusqu'à la fin de la saison 2014-2015)     |
| 40 | Drapeau de la Croatie   | G     | Matej Delač (en prêt au FK Sarajevo jusqu'à la fin de la saison 2015-2016)           |
| —  | Drapeau du Nigeria      | D     | Kenneth Omeruo (en prêt à Middlesbrough jusqu'à la fin de la saison 2014-2015)       |
| —  | Drapeau de la Tchéquie  | D     | Tomáš Kalas (en prêt à Middlesbrough jusqu'à la fin de la saison 2014-2015)          |
| —  | Drapeau du Brésil       | D     | Wallace (en prêt au Vitesse jusqu'à la fin de la saison 2014-2015)                   |
| —  | Drapeau du Ghana        | M     | Christian Atsu (en prêt à Everton jusqu'à la fin de la saison 2014-2015)             |
| -  | Drapeau de l'Angleterre | M     | Nathaniel Chalobah (en prêt à Reading jusqu'à la fin de la saison 2014-2015)         |
| —  | Drapeau du Nigeria      | M     | Victor Moses (en prêt à Stoke City jusqu'à la fin de la saison 2014-2015)            |
| —  | Drapeau du Mexique      | M     | Ulises Dávila (en prêt à Vitória Setúbal jusqu'à la fin de la saison 2014-2015)      |
| —  | Drapeau de la France    | M     | Gaël Kakuta (en prêt au Rayo Vallecano jusqu'à la fin de la saison 2014-2015)        |
| —  | Drapeau de l'Allemagne  | M     | Marko Marin (en prêt au RSC Anderlecht jusqu'à la fin de la saison 2014-2015)        |
| —  | Drapeau de l'Angleterre | M     | Josh McEachran (en prêt au Vitesse jusqu'à la fin de la saison 2014-2015)            |

## Transferts

### Mercato d'été
Recrues : 
Diego Costa (Atletico Madrid)
Loïc Rémy (Queens Park Rangers)
Didier Drogba (Galatasaray)
Cesc Fabregas (FC Barcelone)
Kurt Zouma (retour de prêt : St-Étienne)
Filipe Luis (Atletico Madrid)
Thibaut Courtois (retour de prêt : Atletico Madrid)
Ventes : 
Fernando Torres (AC Milan)
Demba Ba (Beşiktaş JK)
Frank Lampard (Manchester City)
Ashley Cole (AS Rome)
David Luiz (Paris SG)

### Mercato d'hiver
Recrue :
Juan Cuadrado (ACF Fiorentina)
Vente :
Andre Schurrle (VFL Wolfsburg)